# Association for Intercollegiate Athletics for Women
Association for Intercollegiate Athletics for Women (AIAW) grundades 1971, för att bedriva organiserad damidrott på college- och universitetsnivå i USA, och arrangera nationella mästerskap på samma sätt som NCAA redan gjorde på herrsidan. AIAW bildades ur den kommitté som tillsatts 1967, och växte snabbt under 1970-talet, som ett resultat av Title IX-effekten. Efter diverse motsättningar på förbundsnivå under tidigt 1980-tal, där båda förbunden arrangerat dammästerskap under läsåret/säsongen 1981/1982, kom den högre utbildningens damidrottsprogram i stället att uppgå i NCAA. AIAW upplöstes den 30 juni 1983.